# Речичани
Речича́ни —  село в Україні, в Львівському районі Львівської області. Населення становить 578 осіб. Орган місцевого самоврядування - Городоцька міська рада.

## Історія

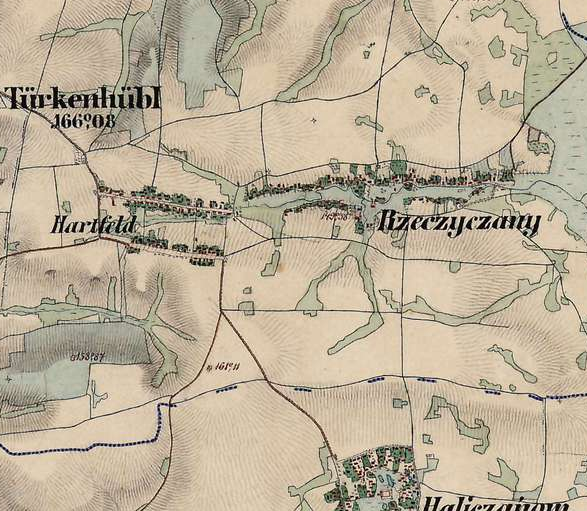
Речичани та Гартфельд на мапі «Franziszeische Landesaufnahme» (1806-1869)

У податковому реєстрі 1515 року в селі документується 6 ланів (близько 150 га) оброблюваної землі.
У радянські часи до села приєднано колишню німецьку колонію Гартфельд (перейменована на хутір Твердопілля) — тепер це західна частина села.
Церква Успіння Пресвятої Богородиці 1900 року, у якій проходять почергові богослужіння парафій ПЦУ та УГКЦ.
На відстані 2,4 км. на північний захід від села серед поля знаходиться курган Турецька Могила.

## Відомі люди
Парохом в селі був батько Теофіла Кормоша.

### Народились
- Марія Дужа (Макогон) - громадсько-політична діячка, дружина референта пропаганди ОУН Петра Дужого, політв'язень.
- Теофіл Кормош - український адвокат, громадський діяч, доктор права, делегат  Української Національної Ради ЗУНР.[5]

## Галерея

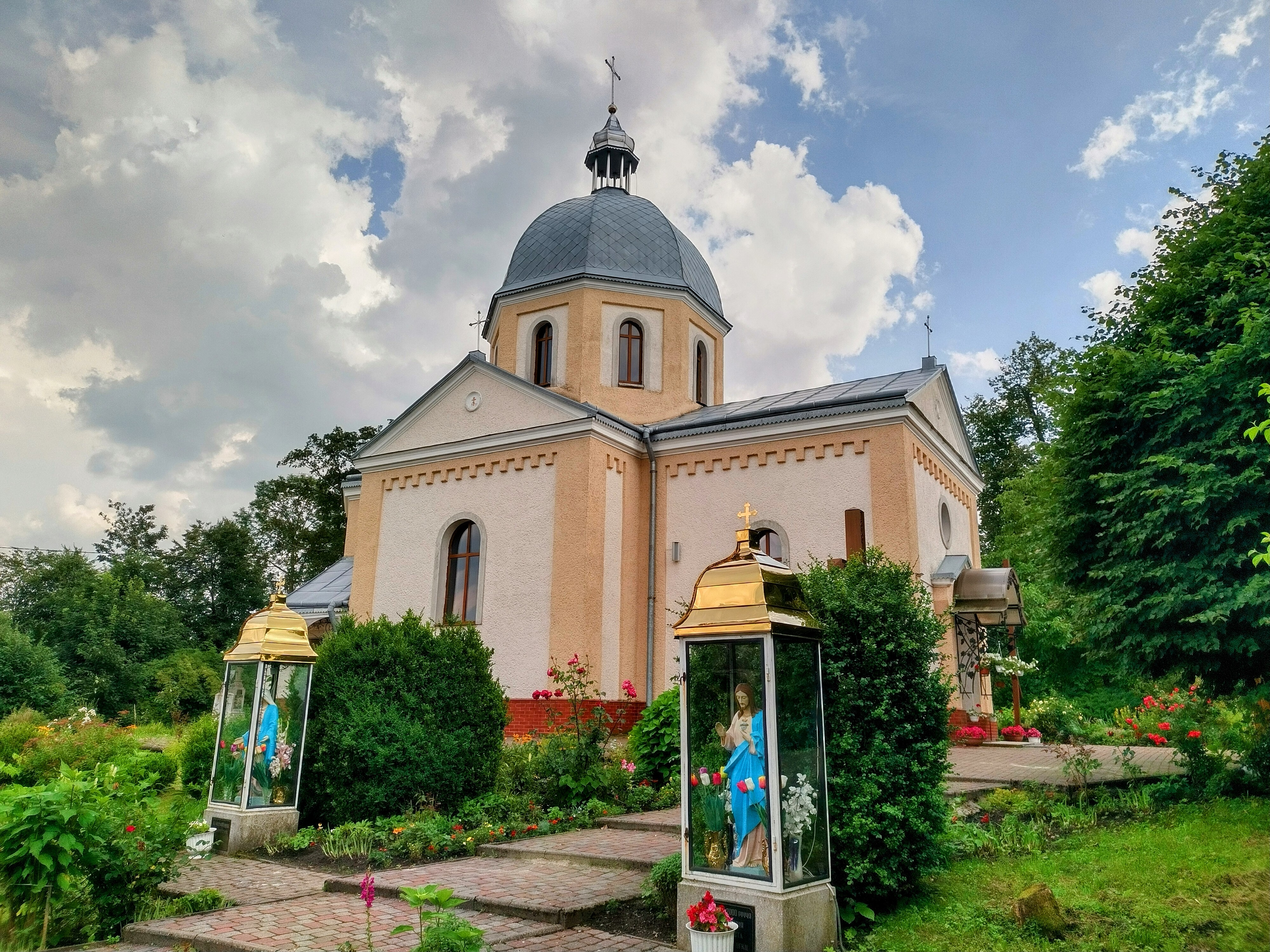
Церква Успіння Пресвятої Богородиці
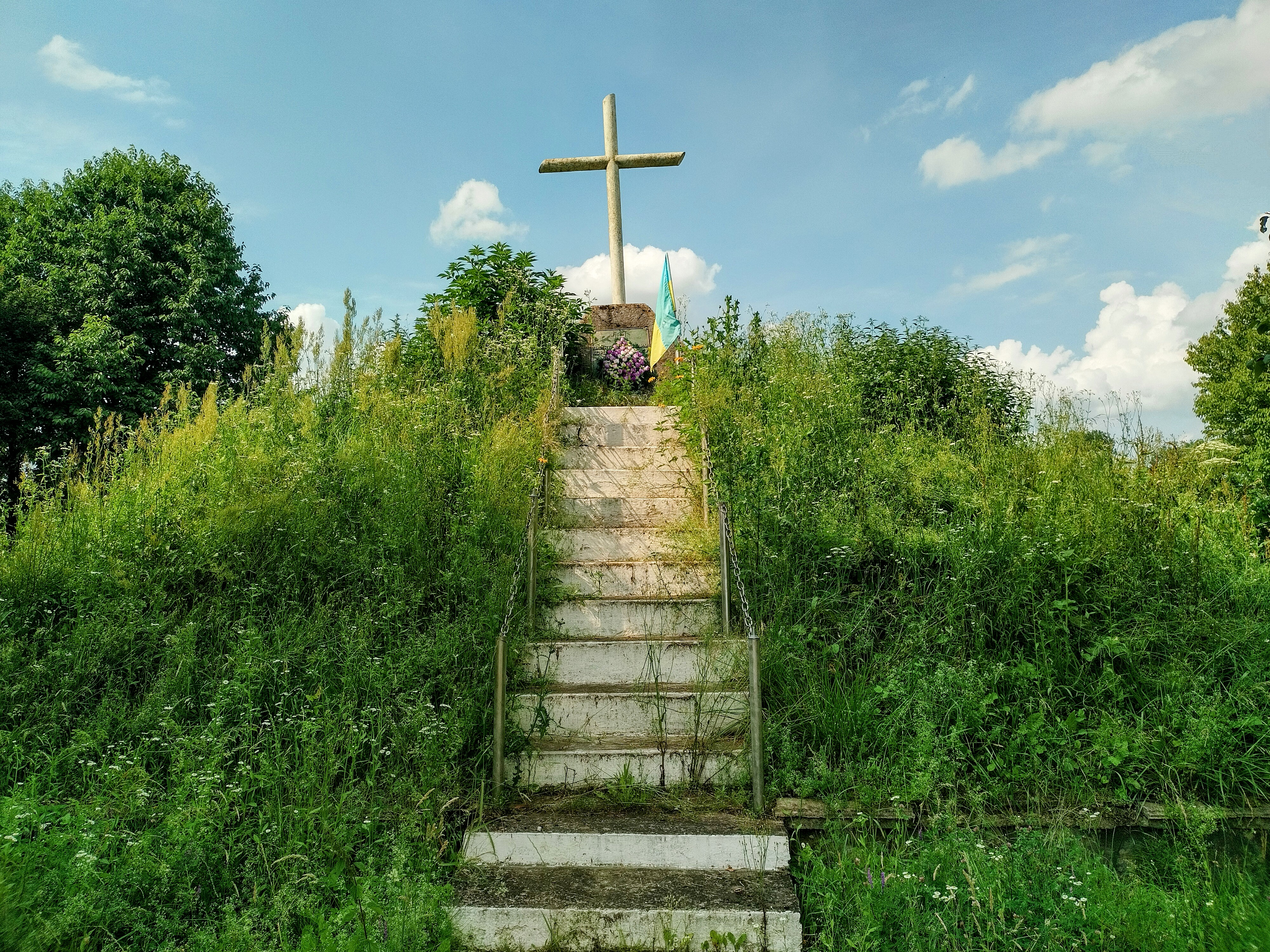
Меморіал "Борцям за волю України"
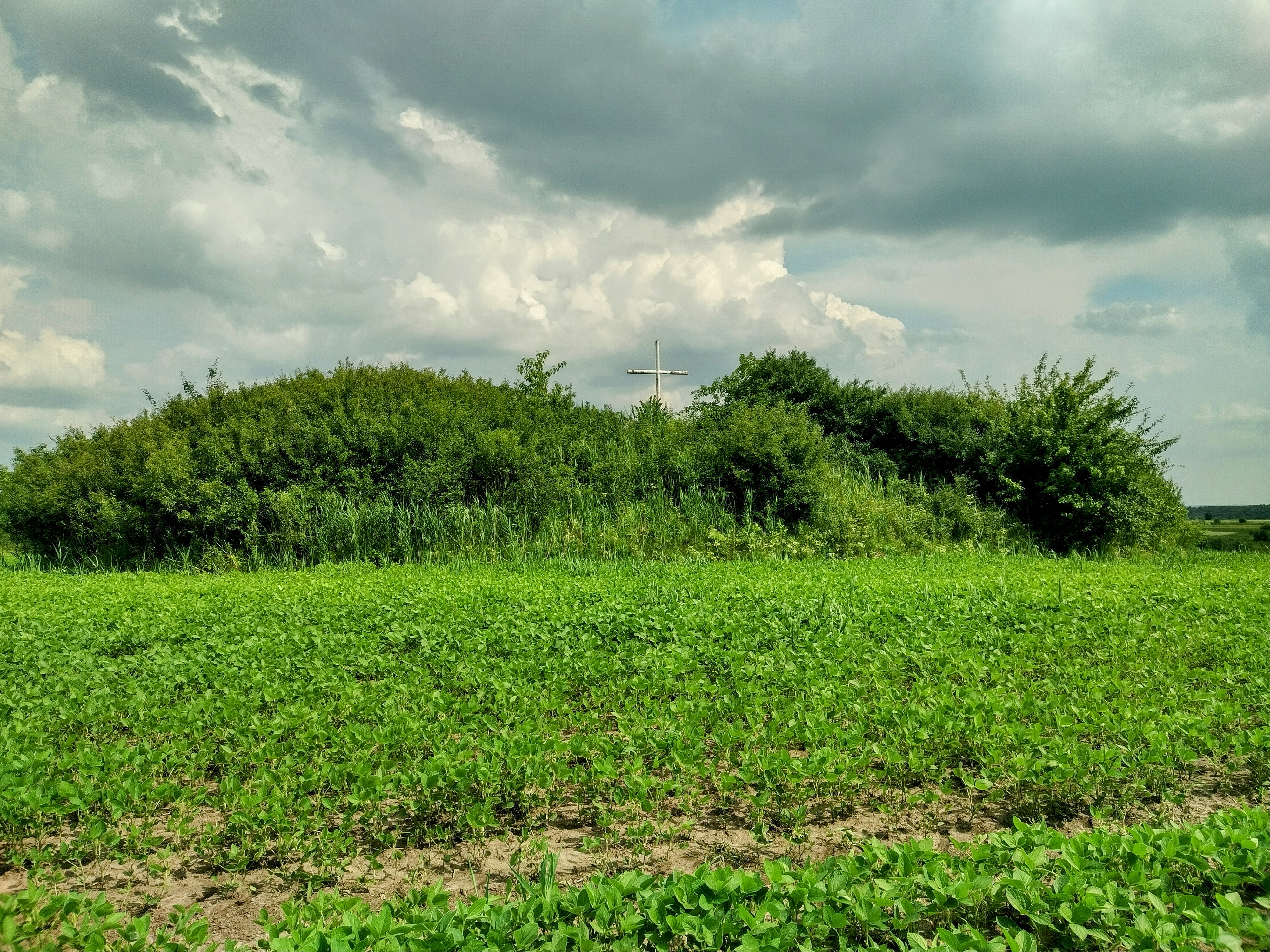
Курган Турецька Могила